# 레일라 베넷
레일라 베넷(Leila Bennett, 1892년 11월 17일 ~ 1965년 1월 5일)은 미국의 배우, 영화배우이다.

## 영화
- 가스등 (1944년)
- 분노 (1936년)
- 마크 오브 더 뱀파이어 (1935년)
- 여인네들 (1934년)
- 더 프라이즈파이터 앤 더 레이디 (1933년)
- 선셋 패스 (1933년)
- 엠마 (1932년)
- 타이거 샤크 (1932년)
- 신사의 운명 (1931년)